# Steve Staios
Steven Staios (né le 28 juillet 1973 à Hamilton dans la province de l'Ontario situé au Canada) est un joueur canado-macédonien de hockey sur glace devenu entraîneur.

## Carrière
Il joue son hockey de niveau junior dans la Ligue de hockey de l'Ontario avec le Thunder de Niagara Falls et les Wolves de Sudbury avant de se voir être repêché par les Blues de Saint-Louis qui font de lui leur 2e choix, le 27e au total, lors de l'encan 1991.
Il continua néanmoins à jouer dans la OHL jusqu'en 1993, année où il fait ses débuts au niveau professionnel avec le club-école des Blues, les Rivermen de Peoria de la ligue internationale de hockey, équipe pour qui il joue durant 3 saisons, partageant la dernière avec les IceCats de Worcester de la Ligue américaine de hockey.
Durant la saison 1995-1996, les Blues l'échangent aux Bruins de Boston avec Kevin Sawyer en retour de Steve Leach et ainsi il a la possibilité de faire ses débuts dans la LNH, prenant part à 12 rencontres des Bruins avant d'être cédé à leur club-école, les Bruins de Providence.
En 1996-1997 les Bruins le soumettent au ballotage et il est réclamé par les Canucks de Vancouver qui lui offrent un poste à temps plein dans la grande ligue. Staios reste avec les Canucks jusqu'à l'été 1999, été où il est réclamé lors du repêchage d'expansion des Thrashers d'Atlanta. Il joue une saison avec Atlanta avant d'être échangé à l'été 2000 aux Devils du New Jersey en retour d'un choix de 9e ronde (Simon Gamache).
Un mois après être passé aux Devils, ceux-ci le retournent à nouveau à Atlanta en retour de considération futur et il est nommé immédiatement le nouveau capitaine des Thrashers. Il signe à titre d'agent libre avec les Oilers d'Edmonton avant le début de la saison 2001-2002 et se montre un des joueurs les plus importants de l'équipe depuis. Durant le lock-out que connut la LNH en 2004-2005, il joua 7 matchs avec le Luleå HF de la Elitserien en Suède avant de revenir à la LNH l'année suivante où, lors des séries éliminatoires de 2006, lui et les Oilers ne passent qu'à une seule victoire de remporter la Coupe Stanley face aux Hurricanes de la Caroline.
Au niveau international, il aida l'équipe du Canada à remporter la médaille d'or lors des championnats du monde de hockey sur glace de 2003 et de 2004.
Le 3 mars 2010, il est impliqué dans la première transaction de l'histoire entre les Oilers et leurs rivaux naturels, les Flames de Calgary, lorsque les Flames obtiennent ses services en retour d'Aaron Johnson et d'un choix de repêchage.
Le 30 septembre 2011, il signe un contrat d'un an avec les Islanders de New York après avoir obtenu un essai deux semaines plus tôt.
Le 25 juillet 2012 il annonce sa retraite.
En juin 2015, il est nommé président des Bulldogs de Hamilton.
Le 31 décembre 2023 il est nommé directeur général des Sénateurs d'Ottawa.

## Statistiques
| Saison     | Équipe                   | Ligue      |       | Saison régulière | Saison régulière | Saison régulière | Saison régulière | Saison régulière |   | Séries éliminatoires | Séries éliminatoires | Séries éliminatoires | Séries éliminatoires | Séries éliminatoires |
| Saison     | Équipe                   | Ligue      | PJ    | B                | A                | Pts              | Pun              | PJ               | B | A                    | Pts                  | Pun                  |                      |                      |
| 1990-1991  | Thunder de Niagara Falls | LHO        | 66    | 17               | 29               | 46               | 115              | 12               | 2 | 3                    | 5                    | 10                   |                      |                      |
| 1991-1992  | Thunder de Niagara Falls | LHO        | 65    | 11               | 42               | 53               | 122              | 17               | 7 | 8                    | 15                   | 27                   |                      |                      |
| 1992-1993  | Thunder de Niagara Falls | LHO        | 12    | 4                | 14               | 18               | 30               | -                | - | -                    | -                    | -                    |                      |                      |
| 1992-1993  | Wolves de Sudbury        | LHO        | 53    | 13               | 44               | 57               | 67               | 11               | 5 | 6                    | 11                   | 22                   |                      |                      |
| 1993-1994  | Rivermen de Peoria       | LIH        | 38    | 3                | 9                | 12               | 42               | -                | - | -                    | -                    | -                    |                      |                      |
| 1994-1995  | Rivermen de Peoria       | LIH        | 60    | 3                | 13               | 16               | 64               | 6                | 0 | 0                    | 0                    | 10                   |                      |                      |
| 1995-1996  | Bruins de Boston         | LNH        | 12    | 0                | 0                | 0                | 4                | 3                | 0 | 0                    | 0                    | 0                    |                      |                      |
| 1995-1996  | Rivermen de Peoria       | LIH        | 6     | 0                | 1                | 1                | 14               | -                | - | -                    | -                    | -                    |                      |                      |
| 1995-1996  | IceCats de Worcester     | LAH        | 57    | 1                | 11               | 12               | 114              | -                | - | -                    | -                    | -                    |                      |                      |
| 1995-1996  | Bruins de Providence     | LAH        | 7     | 1                | 4                | 5                | 8                | -                | - | -                    | -                    | -                    |                      |                      |
| 1996-1997  | Bruins de Boston         | LNH        | 54    | 3                | 8                | 11               | 71               | -                | - | -                    | -                    | -                    |                      |                      |
| 1996-1997  | Canucks de Vancouver     | LNH        | 9     | 0                | 6                | 6                | 20               | -                | - | -                    | -                    | -                    |                      |                      |
| 1997-1998  | Canucks de Vancouver     | LNH        | 77    | 3                | 4                | 7                | 134              | -                | - | -                    | -                    | -                    |                      |                      |
| 1998-1999  | Canucks de Vancouver     | LNH        | 57    | 0                | 2                | 2                | 54               | -                | - | -                    | -                    | -                    |                      |                      |
| 1999-2000  | Thrashers d'Atlanta      | LNH        | 27    | 2                | 3                | 5                | 66               | -                | - | -                    | -                    | -                    |                      |                      |
| 2000-2001  | Thrashers d'Atlanta      | LNH        | 70    | 9                | 13               | 22               | 137              | -                | - | -                    | -                    | -                    |                      |                      |
| 2001-2002  | Oilers d'Edmonton        | LNH        | 73    | 5                | 5                | 10               | 108              | -                | - | -                    | -                    | -                    |                      |                      |
| 2002       | Canada                   | CM         | 6     | 1                | 0                | 1                | 4                | -                | - | -                    | -                    | -                    |                      |                      |
| 2002-2003  | Oilers d'Edmonton        | LNH        | 76    | 5                | 21               | 26               | 96               | 6                | 0 | 0                    | 0                    | 4                    |                      |                      |
| 2003       | Canada                   | CM         | 9     | 0                | 3                | 3                | 4                | -                | - | -                    | -                    | -                    |                      |                      |
| 2003-2004  | Oilers d'Edmonton        | LNH        | 82    | 6                | 22               | 28               | 86               | -                | - | -                    | -                    | -                    |                      |                      |
| 2004       | Canada                   | CM         | 9     | 1                | 1                | 2                | 6                | -                | - | -                    | -                    | -                    |                      |                      |
| 2004-2005  | Luleå HF                 | Elitserien | 7     | 2                | 1                | 3                | 12               | -                | - | -                    | -                    | -                    |                      |                      |
| 2005-2006  | Oilers d'Edmonton        | LNH        | 82    | 8                | 20               | 28               | 84               | 24               | 1 | 5                    | 6                    | 28                   |                      |                      |
| 2006-2007  | Oilers d'Edmonton        | LNH        | 58    | 2                | 15               | 17               | 97               | -                | - | -                    | -                    | -                    |                      |                      |
| 2007-2008  | Oilers d'Edmonton        | LNH        | 82    | 7                | 9                | 16               | 121              | -                | - | -                    | -                    | -                    |                      |                      |
| 2008-2009  | Oilers d'Edmonton        | LNH        | 80    | 2                | 12               | 14               | 92               | -                | - | -                    | -                    | -                    |                      |                      |
| 2009-2010  | Oilers d'Edmonton        | LNH        | 40    | 0                | 7                | 7                | 59               | -                | - | -                    | -                    | -                    |                      |                      |
| 2009-2010  | Flames de Calgary        | LNH        | 18    | 1                | 2                | 3                | 16               | -                | - | -                    | -                    | -                    |                      |                      |
| 2010-2011  | Flames de Calgary        | LNH        | 39    | 3                | 7                | 10               | 24               | -                | - | -                    | -                    | -                    |                      |                      |
| 2011-2012  | Islanders de New York    | LNH        | 65    | 0                | 8                | 8                | 53               | -                | - | -                    | -                    | -                    |                      |                      |
| Totaux LNH | Totaux LNH               | Totaux LNH | 1 001 | 56               | 164              | 220              | 1 322            | 33               | 1 | 5                    | 6                    | 32                   |                      |                      |

## Honneurs et trophées
- Médaille d'or au Championnat du monde de hockey sur glace avec l'équipe du Canada en 2003 et 2004.

## Transactions en carrière
- 1991 : repêché par les Blues de Saint-Louis.
- 8 mars 1996 : échangé aux Bruins de Boston avec Kevin Sawyer en retour de Steve Leach.
- 18 mars 1997 : réclamé au ballotage par les Canucks de Vancouver.
- 25 juin 1999 : réclamé lors du repêchage d'expansion des Thrashers d'Atlanta.
- 12 juin 2000 : échangé aux Devils du New Jersey en retour du choix de neuvième ronde des Devils au repêchage de 2000 (Simon Gamache).
- 10 juillet 2000 : échangé aux Thrashers d'Atlanta en retour de considération future.
- 12 juillet 2001 : signe à titre d'agent libre avec les Oilers d'Edmonton.
- 28 janvier 2005 : signe à titre d'agent libre avec le Luleå HF (Elitserien).
- 3 mars 2010 : échangé par les Oilers aux Flames de Calgary en retour d'Aaron Johnson et du choix de troisième ronde des Flames en 2010.
- 30 septembre 2011 : signe à titre d'agent libre avec les Islanders de New York.